# Thulehuset (Stockholm, Sveavägen)

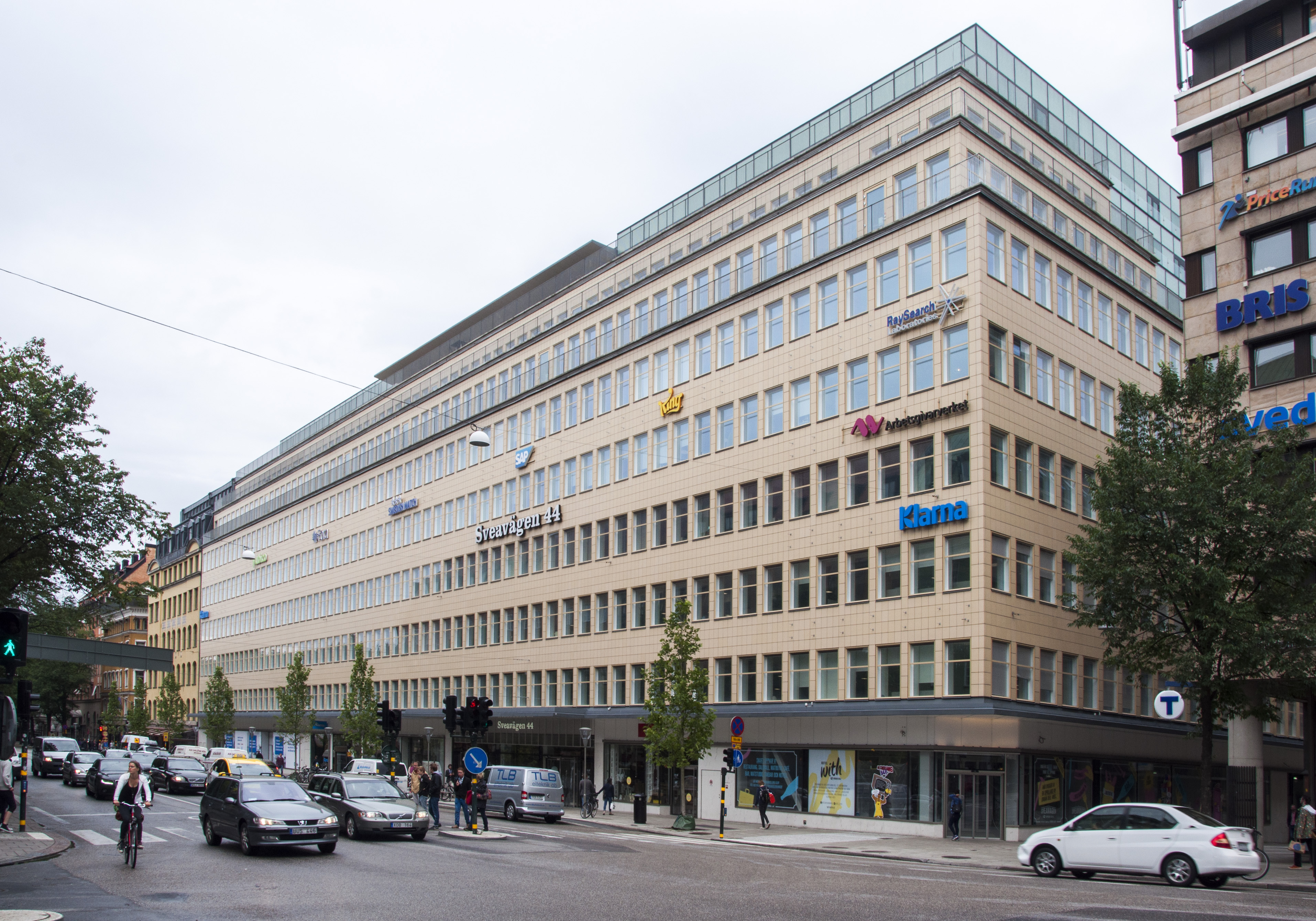
Das Thulehuset im Jahr 2015

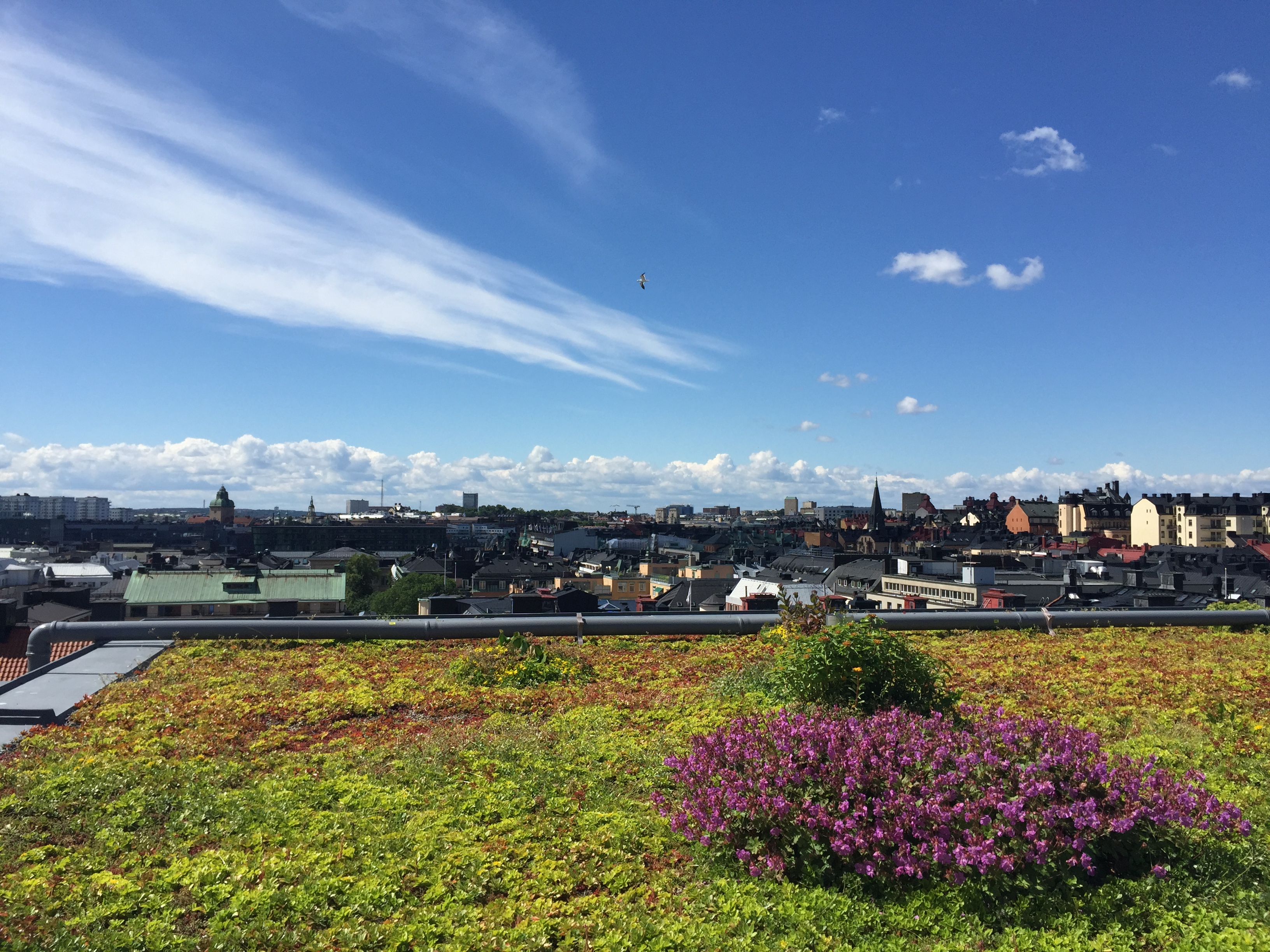
Blick von der Dachterrasse auf Stockholm

Das Thulehuset (dt. Thulehaus, auch Skandiahuset oder nach der Adresse Sveavägen 44) ist ein Bürogebäude im Stadtteil Norrmalm im Zentrum der schwedischen Hauptstadt Stockholm. Das im funktionalistischen Stil erbaute Gebäude entstand zwischen 1938 und 1942 nach Plänen des Architekten Gustaf Clason als neuer Hauptsitz der Thule Group. Nach deren Auszug wurde das Gebäude bis 2010 von Skandia genutzt.

## Geschichte
Für den Bau eines neuen Hauptsitzes erwarb Thule Grundstücke im Träsket-Block zwischen den Straßen Sveavägen und Luntmakargatan, auf denen sich vormals die Snus-Fabrik und das Wohnhaus des Industriellen Knut Ljunglöf sowie der Ljunglöfska salongen befanden, die für das neue Gebäude abgerissen wurden.
Das Thulehuset war ursprünglich als Gebäude geplant, das den ganzen Block einnehmen sollte. Nach der Fertigstellung im Jahr 1942 galt das Haus als das rationalste des Landes. Rationalität und Effizienz waren die Leitprinzipien, wobei das Wohlbefinden der Mitarbeiter in den Mittelpunkt gerückt wurde. Die jeweiligen Arbeitsplätze wurden sorgfältig für ihre jeweiligen Zwecke entworfen und unter den Fenstern lief ein Förderband für Briefe zwischen den verschiedenen Abteilungen. Die Fenster des 123 Meter langen Gebäudes wurden zudem an die Möbel im Inneren angepasst: bei einer Fensterbreite von 1,50 Meter wurde darauf geachtet, die Breite der Tische auf 70 Zentimetern und den Platz zwischen den Arbeitsplätzen auf 80 Zentimetern anzugleichen. Der Abstand zwischen den Fenstern betrug zudem genau 152 Zentimeter. Zwischen den Arbeitsplätzen wurde mit flexiblen Elementen wie Glaswänden oder Trennwänden gearbeitet. Die Fassade des Thulehuset wurde mit Bauelementen aus der Rakodur-Fabrik in der Tschechoslowakei gestaltet. 
In den Jahren zwischen 1954 und 1961 wurde das Gebäude bis an die Parallelstraße Luntmakargatan ausgebaut. 1966 wurde für den neuen Eigentümer Skandia ein größerer Innenausbau durchgeführt, verantwortlich dafür war das Architektenbüro Alfreds & Larsén.
Bis zum Umzug von Skandia nach Kungsholmen im Jahr 2010 wurde das Gebäude vom Unternehmen genutzt. Nach einem vom neuen Eigentümer Skandia Fastigheter beauftragten Umbau zwischen 2011 und 2014 befinden sich hier heute Büros, Hotels, eine Markthalle und eine Dachterrasse. Durch das Unternehmen BREEAM wurde zudem Schwedens erster Dachpark mit ökologischer Vielfalt verwirklicht.

## Ereignisse
Im Gebäude fand vom 10. März bis zum 27. April 1943 die Norska utställningen 1943 (dt. Norwegische Ausstellung 1943) statt, die zum Ziel hatte, die Sensibilisierung für die norwegische Kultur und Geschichte in Schweden aufrechtzuerhalten.
Nach dem Zweiten Weltkrieg war das Thulehuset zudem Stützpunkt der schwedischen Sparte der Stay-behind-Organisation, die im Fall einer feindlichen Besetzung Schwedens Widerstand gegen die Besatzungsmacht ausgeführt hätte.
Im Gebäude arbeitete am Abend des 28. Februar 1986 Stig Engström, der laut Staatsanwaltschaft der mutmaßliche Täter im Mordfall des schwedischen Ministerpräsidenten Olof Palme ist.